# Naghadeh (Verwaltungsbezirk)
Naghadeh (persisch شهرستان نقده) ist ein Schahrestan in der Provinz West-Aserbaidschan im Iran. Er enthält die Stadt Naghadeh, welche die Hauptstadt des Verwaltungsbezirks ist. Der Kreis Naghadeh liegt im Südwesten des Urmiasees.

## Demografie
Bei der Volkszählung 2016 betrug die Einwohnerzahl des Schahrestan 127.671. Die Alphabetisierung lag bei 83 Prozent der Bevölkerung. Knapp 71 Prozent der Bevölkerung lebten in urbanen Regionen.
| Zensusjahr | Einwohnerzahl |
| ---------- | ------------- |
| 2011       | 121.602       |
| 2016       | 127.671       |